# جائزة بريطانيا الكبرى للدراجات النارية 2018
جائزة بريطانيا الكبرى للدراجات النارية 2018 هو سباق دراجات نارية أقيم بتاريخ 26 أغسطس 2018م في حلبة سلفرستون، سيلفرستون، المملكة المتحدة. كان الجولة الثانية عشر من أصل 19 في سباق الجائزة الكبرى للدراجات النارية موسم 2018م.